# Дереволаз-червонодзьоб східний
Дереволаз-червонодзьоб східний (Hylexetastes perrotii) — вид горобцеподібних птахів родини горнерових (Furnariidae). Мешкає в Південній Америці. Раніше вважався конспецифічним з бразильськими і паранськими дереволазами-червонодзьобами.

## Опис
Довжина птаха становить 25-30 см, самці важать 112-137 г, самиці 110-145 г. Забарвлення переважно коричневе, нижня частина тіла світліша. Від дзьоба ідуть світлі смуги, горло і область під крилами білуваті. Дзьоб довгий, міцний, червонуватий.

## Поширення і екологія
Східні дереволази-червонодзьоби мешкають на сході Венесуели (північно-східний Болівар), в Гаяні, Суринамі, Французькій Гвіані та на півночі Бразилії (від нижньої течії Ріу-Негру і центральної Рорайми на схід до Амапи). Вони живуть у вологих рівнинних тропічних лісах. Зустрічаються поодинці або парами, на висоті до 500 м над рівнем моря. Іноді приєднуються до змішаних зграй птахів. Живляться комахами.